# Homaspis sibirica
Homaspis sibirica là một loài tò vò trong họ Ichneumonidae.